# Lech Sokół
Lech Andrzej Sokół (ur. 21 lutego 1942 w Koprzywnicy) – polski historyk dramatu i teatru, witkacolog, profesor nauk humanistycznych, ambasador RP w Norwegii (1991–1996).

## Życiorys
Ukończył polonistykę na Uniwersytecie Warszawskim w 1964, magisterium uzyskał na podstawie pracy pt. Dramaturgia Stanisława Ignacego Witkiewicza wobec teorii Czystej Formy. W 1972 obronił pracę doktorską zatytułowaną Teatr groteskowy Stanisława Ignacego Witkiewicza, którą opublikował jako pozycję książkową Groteska w teatrze Stanisława Ignacego Witkiewicza (Ossolineum, Wrocław 1973). Habilitował się w 1990 na podstawie rozprawy Witkacy i Strindberg: studium porównawcze, opublikowanej jako Witkacy i Strindberg: dalecy i bliscy (Wiedza o Kulturze, Wrocław 1995). Książka ta otrzymała nagrodę Polskiego Ośrodka Międzynarodowego Instytutu Teatralnego w 1995. Ponadto jest autorem książki August Strindberg (Czytelnik, Warszawa 1981) oraz około 200 publikacji w czasopismach (w tym angielskich, niemieckich, francuskich, norweskich, szwedzkich). Wykładał i uczestniczył w licznych konferencjach w Europie i USA. W 2015 otrzymał tytuł profesora nauk humanistycznych.
Zawodowo związany z Instytutem Sztuki Polskiej Akademii Nauk. Był dyrektorem tej jednostki. Został w jej ramach także kierownikiem Zakładu Historii i Teorii Teatru oraz Pracowni Historii Porównawczej Dramatu i Teatru. Stanowiska profesorskie obejmował również w Akademii Teatralnej im. Aleksandra Zelwerowicza w Warszawie (trzykrotnie prodziekan) oraz w Szkole Wyższej Psychologii Społecznej.
W latach 1991–1996 był ambasadorem RP w Norwegii, od 1992 był akredytowany również w Islandii. Został jednym z fundatorów fundacji Instytut Witkacego.

## Odznaczenia
- Krzyż Kawalerski Orderu Odrodzenia Polski (2011)[3]
- Złoty Krzyż Zasługi (2002)[4]
- Krzyż Wielki Orderu Zasługi (Norwegia, 1996)[5]